# André Réwéliotty
André Réwéliotty (* 30. April 1929 in Paris; † 24. Juli 1962) war ein französischer Jazzmusiker (Klarinette, auch Sopransaxophon) und Bandleader, der vor allem durch seine Zusammenarbeit mit Sidney Bechet zwischen 1951 und 1959 erinnert wird.

## Leben und Wirken
André Réwéliotty, der ab Ende der 1940er-Jahre in der Pariser Traditional-Jazz-Szene arbeitete, trat dort mit seiner Mimosa New Orleans Band auf, mit der 1950 erste Plattenaufnahmen für Disques Vogue entstanden („Donkey Rag“),  an denen Marcel Bornstein (tp), Jean-Louis Durand (tb), Yannick Singéry (p), Alain Romantet (b) und Michel Pacout (dr) beteiligt waren. 1951/52 nahm Reweliotty’s Mimosa Jazzband mit Sidney Bechet und Claude Luter auf („Kansas City Men Blues“, Vogue), 1952 in Belgien und Paris mit Hot Lips Page und Zutty Singleton („Knokkin’ at Knokke-le-Zoutte“). Mit Albert Nicholas trat er 1953 im Pariser Salle Pleyel auf, 1955 mit Sidney Bechet und Claude Luter im Pariser Olympia und anschließend in Wien. 1958 begleitete er mit seinem Orchester Bechet auf einer Deutschlandtournee.
Von 1959 bis 1961 entstanden letzte Aufnahmen unter eigenem Namen für Vogue, an denen in wechselnden Besetzungen u. a. Raymond Fonsèque, Franco Manzecchi, Jean-Claude Naude, René Franc, Zozo d’Halluin und Benny Bennett mitwirkten. Im Bereich des Jazz war er zwischen 1950 und 1961 an 40 Aufnahmesessions beteiligt.
Er starb an den Folgen eines Verkehrsunfalls, der sich im Tunnel de Saint-Cloud auf der Autoroute A 13 ereignete. Réwéliotty ist auf dem Russischen Friedhof von Sainte-Geneviève-des-Bois beigesetzt.